# Jeeg Robot/Halgatron
Jeeg Robot/Halgatron è uno "split single" di Fogus e di Detto Mariano pubblicato nel 1979.

## Descrizione
La sigla della versione italiana di Jeeg robot d'acciaio fu interpretata da Roberto Fogu (in arte Fogus) riadattando un testo italiano sulla base musicale composta dal giapponese Michiaki Watanabe; i due canali furono fusi in uno monofonico e vi fu aggiunta una traccia di minimoog composta da Carlo Maria Cordio, mentre il testo di Haruo era una traduzione di Marcello Casco, Paolo Moroni e Paolo Lepore.
All'epoca della registrazione (1979) la Meeting Music non esisteva ancora e l'etichetta discografica che mise in commercio la versione italiana fu la CLS Records di Detto Mariano.
I cori furono affidati ai Fratelli Balestra.
Esiste una seconda versione della sigla di Jeeg interpretata dai Superobots, curata da Olimpio Petrossi e pubblicata dalla RCA Original Cast sempre nel 1979 come lato B del 45 giri Il grande Mazinger/Jeeg Robot.
Nonostante un arrangiamento assai differente e con un evidente errore nel testo ("...se dallo spazio arriverà una nemica civiltà" è infatti errato, poiché i nemici di Jeeg Robot provengono tutti dalle viscere della Terra, e infatti, nella più corretta versione, il testo, in quel punto, dice "...se dal passato arriverà una nemica civiltà") riscosse un buon successo.
Il motivo dell'esistenza di questa cover, uscita sul mercato prima della versione originale, è da cercarsi nella diffidenza di Detto Mariano relativa alla possibilità di successo di Jeeg Robot, dato che la serie non veniva trasmessa dalla RAI ma dalle reti private. Per paura di un flop, il proprietario della CLS decise di non realizzare il 45 giri lasciando praticamente alla RCA la possibilità di realizzare la sua versione utilizzandola come retro della sigla de Il Grande Mazinger. Il 45 giri con la versione originale fu pubblicato successivamente alla versione della RCA in seguito ad una telefonata di Mariano ad un suo amico proprietario di un negozio di dischi a Roma che gli fece notare come la sigla originale fosse invece richiestissima proprio perché trasmessa dalle TV private ...e anche che doveva, in tempi strettissimi, produrre ed inviargli numerose copie del disco originale. La stampa fu quindi realizzata in tutta fretta e furono scelte le prime due immagini a disposizione. Lo stesso Detto Mariano dichiarò che non aveva assolutamente idea delle fattezze di Jeeg e che, se non avessero trovato quell'immagine di Amaso, forse il disco non sarebbe nemmeno uscito.
Halgatron è un brano musicale strumentale composto ed arrangiato da Detto Mariano, che si ispira alla serie. Nell'intestazione del disco non viene ufficialmente attribuito a nessun esecutore ma nei crediti è presente il nome dell'autore.
Del disco esistono tre diverse copertine, che si differenziano per la presenza o il colore della scritta "versione originale", che se presente poteva essere in giallo o in rosso.
Una leggenda metropolitana raccontava che a cantare la sigla TV fosse stato Piero Pelù. L'artista ha smentito più volte la cosa, e d'altra parte è facile notare che il timbro di voce di Pelù, effettivamente simile a quello di Fogu, non poteva essere già tale all'epoca dell'incisione della sigla, avendo egli circa 17 anni. A causa di questo tormentone, nel 2008, in occasione della registrazione dell'album Fenomeni, ha inciso una nuova versione della famosa sigla, che non è stata inclusa nell'album ma è disponibile in vendita sul web.